# Coudersport
Coudersport är administrativ huvudort i Potter County i delstaten Pennsylvania. Orten har fått namn efter bankmannen Jean Samuel Couderc. Enligt 2010 års folkräkning hade Coudersport 2 546 invånare.